# Rhipidomys fulviventer
Rhipidomys fulviventer là một loài động vật có vú trong họ Cricetidae, bộ Gặm nhấm. Loài này được Thomas mô tả năm 1896.